# Amanita mutabilis
Amanita mutabilis är en svampart som beskrevs av Beardslee 1919. Amanita mutabilis ingår i släktet flugsvampar och familjen Amanitaceae.   Inga underarter finns listade i Catalogue of Life.